# Aleksandr Kurlandski
Aleksandr Jefimowicz Kurlandski (ros. Алекса́ндр Ефи́мович Курля́ндский; ur. 1 lipca 1938 w Moskwie, zm. 21 grudnia 2020 tamże) – radziecki pisarz, scenarzysta m.in. do wszystkich odcinków rosyjskiej kreskówki Wilk i Zając.  Zasłużony Działacz Sztuk Federacji Rosyjskiej (2007) oraz laureat Nagrody Państwowej ZSRR (1988). Pochowany na Cmentarzu Wostriakowskim w Moskwie.

## Filmografia
- 1969-2006: Wilk i Zając (odc. 1-20)
- 1984-1988: Powrót marnotrawnej papugi (odc. 1-3)
- 2002: Утро попугая Кеши
- 2005: Новые приключения попугая Кеши